# Historischer Verein für Mittelbaden
Der Historische Verein für Mittelbaden e.V. ist ein Geschichtsverein in Baden-Württemberg.

## Tätigkeit
Mit über 3000 Mitgliedern und 30 Mitgliedergruppen ist er einer der größten Geschichtsvereine Deutschlands. In zehn Fachgruppen treffen sich Fachleute zu historischen Spezialthemen wie Archiv- und Museumsbetreuung, Denkmalpflege und Archäologie oder Dokumentation von Kleindenkmalen, Fresken, Flurnamen und Mundart.
Die Vereinsbibliothek mit über 200 historischen Zeitschriften und Büchern steht im Handwerksmuseum in Kehl/Kork allgemein zur Verfügung.
Im jährlich erscheinenden Vereinsjahrbuch Die Ortenau werden Aufsätze zu regional- und lokalhistorischen Themen publiziert. Es enthält außerdem einen umfangreichen Rezensionsteil.
Vereinssitz ist Offenburg, die Kreisstadt des Ortenaukreises.

## Geschichte
Von 1910 bis 1914 war der Maler, Bildhauer und Altarbauer Franz Joseph Simmler (1846–1926) der erste Vorsitzende des neu gegründeten Historischen Vereins für Mittelbaden, danach war er Ehrenmitglied des Vereins. Für die Vereinszeitschrift Die Ortenau fertigte er zahlreiche Illustrationen. 1982/84 war der Schulamtsdirektor und Schriftsteller Kurt Klein (* 1930) Präsident des Vereins.